# Полтва (село)
По́лтва — село в Україні, у Золочівському районі Львівської області (до 2020 — Буський район).
Населення станом на 2001 рік — 930 жителів, площа — 389,1 га.

## Географія
Село Полтва розташоване за 47 км від обласного центру, за 40 км від районного центру,  на лівому березі однойменної річки. На північних околицях села проходить залізниця, на якій розташований пасажирський зупинний пункт Полтва Львівської залізниці.

## Історія
Перша згадка про село датується 1448 роком, у той час воно належало поміщиці Катерині Кастелянській. Існує версія, що село виникло на три десятиліття зазначеної дати — у 2017 році мешканці відзначили 590-річчя заснування села.
У інвентарі 1558 року та люстрації 1565 року село записане під назвою «Полтва або Новий Став» (лат. Poltew albo Nowy Staw). У 1565 році в селі мешкало 9 кметів: Васич (Wasziecz), Петро Яндула (Piotr Iandula), Демко (Demko), Матвій або Стецько (Matthis albo Steczko), Хома (Choma), Мисько (Mysko), Курило (Kurylo), Мисик (Myczik), Іванко мельник (Iwanko mielnik).
Село згадується у грамоті польського короля Сигізмунда Августа за 1569 рік про передачу трьох млинів (в Глинянах, Полтві та Перегноєві) шляхтичу Габріелю Кречовському.
У літописах є запис, що у 1736 році власником села був Михайло Сервацій Корибут-Вишневецький. У 1703—1707 та 1735—1744 роках він займав високу посаду Великого гетьмана литовського (головнокомандувач збройних сил Великого князівства Литовського). Гетьман був останнім представником князівського роду Вишневецьких. У 1731—1744 роках займався проєктуванням і будівництвом своєї резиденції — Вишнівецького палацу — чудової пам'ятки архітектури з поєднанням рис бароко і класицизму, який сучасники порівнювали з паризьким Версалем.
У 1750-х роках село перейшло у власність поміщику Григорію Тарасовичу.
За існуючим у 1765 році адміністративним поділом, село Полтва відносилось до Глинянського староства (Руське воєводство Королівства Польського, з 1772 року — у складі Австрійської імперії). Всього у ті часи до Глинянського староства належало 41 село. В сукупності села налічували 4427 господарств. Жителі міста Глиняни, а також довколишніх сіл активно займалися ткацтвом, виготовлене полотно продавалось далеко за межами повіту, у тому числі у Гданську.
У 1862 році село купує пан Гершман, який зайнявся масштабним будівництвом житла для своїх наймитів. Це були глинобитні хати «чвураки», розраховані на проживання чотирьох сімей. Панщину в Австрійській імперії (до складу якої належало в той час і село Полтва)  було скасовано цісарем Фердинандом І у 1848 році. Громадські землі, ліси, пасовища залишалися здебільшого у власності поміщиків, які давали їх в користування селянам за певну плату.
Аграрні реформи середини XIX століття в Австро-Угорщині багато в чому були грабіжницькими і не влаштовували ні землевласників, ні землеробів. Втім, саме скасування кріпосного права було дуже важливим і прогресивним кроком, адже означало набуття селянством нового статусу — суб'єкту цивільно-правових відносин. В багатьох селах встановлювались пам’ятні хрести на честь скасування кріпацтва. В селі Полтва пам'ятник свободі від панщини було встановлено у 1868 році.
У 1939 році, згідно з таємними протоколами пакту Молотова — Ріббентропа, відбулося приєднання теперішньої території Західної України до Радянського Союзу. 1939 року в селі Полтва створюється колгосп імені Ворошилова. Із промислових підприємств працює спиртзавод.
У період Других визвольних змагань в селі діяло Збройне підпілля ОУН, зокрема станиця (станичний Михайло Гис, псевдо Вид, загинув у 1945 році) та боївка СБ Глинянського районного проводу під командуванням Володимира Макаровського («Чайки»)
У 1960-х роках радянська влада взяла курс на масштабну електрифікацію населених пунктів. Попри те, що основним пріоритетом економіки і далі залишалась важка індустрія, на партійних з'їздах почали наголошувати на важливості розвитку сільського господарства. На порядку денному стояла електрифікація сіл Радянського Союзу, завдяки якій виробництво вийшло б на кардинально новий рівень. Село Полтва було підключене до загальної кільцевої електромережі у 1969 році.
За часів панування радянської влади в селі Полтва було відкрито школу, бібліотеку, а також сільський клуб.

## Сучасність
Нині в Полтві розгорнуло свою діяльність фермерське господарство «Прогрес», а також ТзОВ «Полтва». Підприємства займаються вирощуванням сільськогосподарських культур, розведенням риби, роздрібною торгівлею.

## Населення

### Мова
Розподіл населення за рідною мовою за даними перепису 2001 року:
| Мова       | Кількість | Відсоток |
| ---------- | --------- | -------- |
| українська | 929       | 99.89%   |
| болгарська | 1         | 0.11%    |
| Усього     | 930       | 100%     |

## Соціальна сфера
- Загальноосвітня школа І—ІІ ступенів
- Народний дім
- Бібліотека
- Фельдшерсько-акушерський пункт
- Храм Покрови Пресвятої Богородиці — відновлено за підтримки Доскіча Юрія